# Avrillé (Vendée)
Avrillé település Franciaországban, Vendée megyében. Lakosainak száma 1408 fő (2022. január 1.). Avrillé Le Bernard, Longeville-sur-Mer, Poiroux, Saint-Avaugourd-des-Landes és Saint-Hilaire-la-Forêt községekkel határos.

## Népesség
A település népességének változása:
| Lakosok száma | 1305 | 1374 | 1409 | 1420 | 1421 | 1423 | 1424 | 1415 | 1408 |
|               | 2013 | 2015 | 2016 | 2017 | 2018 | 2019 | 2020 | 2021 | 2022 |